# 原優奈
原 優奈（はら ゆうな、1994年9月20日 -)は、日本のプロボクサー。大阪府大阪市出身。第49代日本スーパーフェザー級王者。真正ボクシングジム所属。

## 人物
かつてACミランから注目されるほどのサッカー少年だったがそのセレクションマッチで相手選手の耳を噛んでしまいイタリア行きは消滅、海外を放浪した末にボクシングを始めた。
妹の海七は女子サッカー選手（現在静岡SSUボニータ所属）。
ビッグマウスとしても知られる。

## 来歴
2015年3月4日のプロデビュー戦は判定勝ちするも、6戦目の試合でプロ初黒星。
2018年11月18日、西日本スーパーバンタム級新人王として、中日本代表の英洸貴と対戦し、5回0-3（46-49、46-50×2）判定負けを喫した。
2022年10月1日、後楽園ホールにて行われた「第617回ダイナミックグローブ」で日本スーパーフェザー級1位波田大和と日本スーパーフェザー級挑戦者決定戦を行い、8回2-1(77-75×2、76-77)判定勝ちを収めて日本王座挑戦権獲得。
2023年4月1日、エディオンアリーナ大阪（大阪府立体育会館）にて行われた「3150FIGHT SURVIVAL Vol.4」で日本スーパーフェザー級王者の坂晃典に挑戦し、初回にダウンを奪われるも4回1分3秒TKO勝ちで日本王座獲得。
2023年12月17日、神戸ポートピアホテルにて行われた「WHO’S NEXT DYNAMIC GLOVE on U-NEXT」で日本フェザー級11位の向山大尊と対戦し、初回1分9秒TKO勝ちを収め初防衛に成功した。
2024年4月20日、エディオンアリーナ大阪にて行われた「WHO'S NEXT DYNAMIC GLOVE on U-NEXT」で日本スーパーフェザー級1位の奈良井翼と対戦し、2回に1度、5回に2度の合計3度のダウンを奪われ、5回2分10秒TKO負けを喫し王座から陥落した。
2024年12月15日、住吉スポーツセンターにて行われた「U-NEXT BOXING」の西田凌佑対アヌチャイ・CPフレッシュマートの前座の日本スーパーフェザー級最強挑戦者決定戦として日本同級2位の砂川隆祐と対戦し、1-1（77-75、76-76、74-78）の引き分けとなったものの、最強挑戦者決定戦の特別ルールとして引き分けとなった審判員が与えた優勢点により原が勝者扱いとなり、王者の奈良井翼への挑戦権を獲得した。
2025年5月28日、横浜BUNTAIにて同地初のプロボクシング興行「Lemino BOXING ダブル世界タイトルマッチ」の武居由樹対ユッタポン・トンデイの前座の日本スーパーフェザー級タイトルマッチとして日本スーパーフェザー級王者の奈良井翼と1年1ヶ月ぶりに再戦するも、8回1分55秒TKO負けを喫し王座返り咲きに失敗した。

## 所属ボクシングジム遍歴
- SFマキジム:2015年～2016年
- 六島ジム:2016年～2018年
- 渥美ジム:2018年～2019年
- 千里馬神戸ジム:2019年～2021年
- 真正ジム:2021年～現在

## 戦績
- プロ - 20戦14勝4敗2分（7KO）

| 戦           | 日付           | 勝敗 | 時間    | 内容    | 対戦相手                     | 国籍   | 備考                                                           |
| ------------ | -------------- | ---- | ------- | ------- | ---------------------------- | ------ | -------------------------------------------------------------- |
| 1            | 2015年3月4日   | ☆    | 4R      | 判定3-0 | 古川康次郎（京拳）           | 日本   | プロデビュー戦                                                 |
| 2            | 2015年7月17日  | ☆    | 4R      | 判定3-0 | 高岡城健（ハラダ）           | 日本   |                                                                |
| 3            | 2016年7月31日  | ☆    | 2R      | TKO     | 今橋将勇（姫路木下）         | 日本   |                                                                |
| 4            | 2016年12月11日 | △    | 4R      | 判定1-0 | 下町俊貴（グリーンツダ）     | 日本   |                                                                |
| 5            | 2017年4月16日  | ☆    | 4R      | 判定3-0 | 竹嶋海刀（勝輝）             | 日本   |                                                                |
| 6            | 2017年6月4日   | ★    | 4R      | 判定0-2 | 岸根知也（堺東ミツキ）       | 日本   |                                                                |
| 7            | 2018年4月28日  | ☆    | 3R 1:34 | TKO     | 三浦勇弥（ハラダ）           | 日本   |                                                                |
| 8            | 2018年9月16日  | ☆    | 4R      | 判定3-0 | 木村元祐（JM加古川）         | 日本   | 西日本新人王獲得                                               |
| 9            | 2018年11月18日 | ★    | 5R      | 判定0-3 | 英洸貴（カシミ）             | 日本   | 全日本スーパーバンタム級新人王西軍代表決定戦                   |
| 10           | 2019年4月29日  | ☆    | 3R 2:45 | TKO     | メンドサ・ケビン（駿河男児） | ペルー |                                                                |
| 11           | 2019年12月7日  | ☆    | 2R 2:54 | TKO     | 末吉史明（FUKUOKA）          | 日本   |                                                                |
| 12           | 2020年8月14日  | ☆    | 3R 2:28 | TKO     | 高須賀千春（フォーラムS）    | 日本   |                                                                |
| 13           | 2021年11月20日 | ☆    | 8R      | 判定3-0 | 福田星河（エディタウゼント） | 日本   |                                                                |
| 14           | 2022年3月6日   | ☆    | 3R 1:00 | TKO     | 飯見嵐（ワタナベ）           | 日本   |                                                                |
| 15           | 2022年10月1日  | ☆    | 8R      | 判定2-1 | 波田大和（帝拳）             | 日本   | 日本スーパーフェザー級最強挑戦者決定戦                         |
| 16           | 2023年4月1日   | ☆    | 4R 1:03 | TKO     | 坂晃典（仲里）               | 日本   | 日本スーパーフェザー級タイトルマッチ                           |
| 17           | 2023年12月17日 | ☆    | 1R 1:09 | TKO     | 向山太尊（ハッピーボックス） | 日本   | 日本王座防衛1                                                  |
| 18           | 2024年4月20日  | ★    | 5R 2:10 | TKO     | 奈良井翼（RK蒲田）           | 日本   | 日本王座陥落                                                   |
| 19           | 2024年12月15日 | △    | 8R      | 判定1-1 | 砂川隆祐（沖縄ワールド）     | 日本   | 日本スーパーフェザー級最強挑戦者決定戦 ※優勢点により挑戦権獲得 |
| 20           | 2025年5月28日  | ★    | 8R 1:55 | TKO     | 奈良井翼（RK蒲田）           | 日本   | 日本スーパーフェザー級タイトルマッチ                           |
| テンプレート |                |      |         |         |                              |        |                                                                |

## 獲得タイトル
- 2018年度西日本スーパーバンタム級新人王
- 第49代日本スーパーフェザー級王座（防衛1）